# Niederstimm
Niederstimm ist seit 1971 ein Gemeindeteil des Marktes Manching im nördlichen Landkreis Pfaffenhofen an der Ilm. Bis 31. Dezember 1970 war das Kirchdorf der Sitz der gleichnamigen Gemeinde.

## Geographie
Niederstimm ist an der Brautlach gelegen und grenzt mittlerweile westlich an die Donaufeld-Siedlung des Kernorts Manching an.

## Geschichte
Die erste urkundliche Erwähnung stammt aus dem Jahre 1086 und findet sich in den Traditionen des Klosters Münchsmünster, wo ein Ratolf von „Stinno“ aufgeführt ist. Niederstimm zählte bis zur Oberbayerischen Teilung von 1310 zwischen den Herzögen Rudolf und Ludwig von Bayern zum Amt Vohburg im Herzogtum Bayern-München. Nach dem Teilungsvertrag gehörte der Ort (der damals noch als Stimm bezeichnet wurde) zum Amt Ingolstadt im Herzogtum Bayern-Ingolstadt und ab 1522 nach der Gründung der Jungen Pfalz zum Amt Reichertshofen. Entsprechend mussten die Einwohner mehrfach die Konfession wechseln. 1742 starb die Hauptlinie der Neuburger Pfalzgrafen aus, der Zweig Pfalz-Sulzbach des Hauses Neuburg trat die Nachfolge an. 1777 beerbten diese auch die bayerischen Wittelsbacher, womit der Ort wieder zu Bayern gehörte. Die 1818 mit dem zweiten Gemeindeedikt begründete Ruralgemeinde (ab 1835: Landgemeinde) Niederstimm (im Landkreis Ingolstadt) hatte keine weiteren Ortsteile und wurde am 1. Januar 1971 im Zuge der Gebietsreform in Bayern in die Marktgemeinde Manching eingegliedert.

## Sehenswürdigkeiten
Folgende Baudenkmäler sind in der Denkmalliste gelistet:
- Katholische Filialkirche St. Ignaz: im Kern spätromanisch, wohl 13. Jahrhundert, Turmausbau 15. Jahrhundert, Barockisierung Ende 17. Jahrhundert
- Grenzstein des ehemaligen Pflegamtes Reichertshofen